# Timoteu d'Atenes
Timoteu (Timotheus, Τιμόθεος) fou un poeta còmic atenenc de la comèdia mitjana. Es conserven els títols de les seves comèdies:
- Κυνάριον
- Πύκτης
- Παρακαταθήκη
- Μεταβαλλόμενος o Μεταφερόμενος

Es conserven alguns fragments preservats per Ateneu de Naucratis.